# Campeonato Apertura 2021 (Costa Rica)
El Campeonato Apertura 2021 fue la 117.ª edición del campeonato de liga de la Primera División del fútbol costarricense, que dio inicio la temporada 2021-22.
Como novedad de la temporada, regresó la gran final que garantizó al líder del torneo una oportunidad adicional de optar por el título si queda eliminado en la fase anterior.
Para el relevo de plazas, Limón dejó la categoría luego de diez años y su espacio fue tomado por Guanacasteca, el cual regresa a la máxima división tras diecisiete años, siendo su última temporada en 2003-04, antes de que la franquicia fuese sustituida por Brujas.
Para este torneo, la UNAFUT decidió que el dedicado sea el Herediano en conmemoración de su centenario durante que celebró el 12 de junio de 2021.

## Sistema de competición
El torneo de la Liga Promerica está conformado en dos partes:
- Fase de clasificación: Se integra por las 22 jornadas del torneo.
- Fase final: Se integra por los partidos de semifinal y final.
- Gran final: Se integra por los partidos de final.

### Fase de clasificación
En la fase de clasificación se observará el sistema de puntos. La ubicación en la tabla general está sujeta a lo siguiente:
- Por juego ganado se obtendrán tres puntos.
- Por juego empatado se obtendrá un punto.
- Por juego perdido no se otorgan puntos.

En esta fase participan los 12 clubes de la Liga Promerica jugando en cada torneo todos contra todos durante las 22 jornadas respectivas, a visita recíproca.
El orden de los clubes al final de la fase de calificación del torneo corresponderá a la suma de los puntos obtenidos por cada uno de ellos y se presentará en forma descendente. Si al finalizar las 22 jornadas del torneo, dos o más clubes estuviesen empatados en puntos, su posición en la tabla general será determinada atendiendo a los siguientes criterios de desempate:
1. Mayor diferencia positiva general de goles. Este resultado se obtiene mediante la sumatoria de los goles anotados a todos los rivales, en cada campeonato menos los goles recibidos de estos.
2. Mayor cantidad de goles a favor, anotados a todos los rivales dentro de la misma competencia.
3. Mejor puntuación particular que hayan conseguido en las confrontaciones particulares entre ellos mismos.
4. Mayor diferencia positiva particular de goles, la cual se obtiene sumando los goles de los equipos empatados y restándole los goles recibidos.
5. Mayor cantidad de goles a favor que hayan conseguido en las confrontaciones entre ellos mismos.
6. Como última alternativa, la UNAFUT realizaría un sorteo para el desempate.

### Fase final
Los cuatro clubes calificados para esta fase del torneo serán reubicados de acuerdo con el lugar que ocupen en la tabla general al término de la jornada 22, con el puesto del número uno al club mejor clasificado, y así hasta el número cuatro. Los partidos a esta fase se desarrollarán a visita, en las siguientes etapas:
- Semifinales
- Final

Los clubes vencedores en los partidos de semifinal serán aquellos que en los dos juegos anoten el mayor número de goles. De existir empate en el número de goles anotados, la posición se definirá a favor del club con mayor cantidad de goles a favor cuando actúe como visitante. Si persiste la igualdad en los marcadores, se darán treinta minutos de tiempo suplementario en los cuales ya no valdría la regla de gol de visita. Los equipos tendrán derecho a una sustitución adicional y si vuelve a haber empate, los lanzamientos desde el punto de penal definirán al vencedor.
Los partidos de semifinales se jugarán de la siguiente manera:
En la final participarán los dos clubes vencedores de las semifinales, donde el equipo que cierra la serie será aquel que haya conseguido la mejor posición en la tabla. El ganador se asegura un lugar a la gran final en caso de ser un equipo distinto al que finalizó líder de la fase regular.

### Gran final
El ganador de la fase regular contra el ganador de la fase final a visita recíproca, en caso de ser el mismo club, es declarado campeón nacional.

## Equipos participantes

### Equipos por provincia
Para la temporada 2021-22, la provincia con más equipos en la Primera División es San José con cuatro.
| Saprissa Guanacasteca Sporting Herediano Guadalupe Grecia Alajuelense San Carlos Pérez Zeledón Cartaginés Santos Jicaral |

| Provincia  | N.º | Equipos                                       |
| ---------- | --- | --------------------------------------------- |
| San José   | 4   | Guadalupe, Pérez Zeledón, Saprissa y Sporting |
| Alajuela   | 3   | Alajuelense, Grecia y San Carlos              |
| Cartago    | 1   | Cartaginés                                    |
| Guanacaste | 1   | Guanacasteca                                  |
| Heredia    | 1   | Herediano                                     |
| Limón      | 1   | Santos                                        |
| Puntarenas | 1   | Jicaral                                       |

### Ascenso y descenso
| Pos. | Descendidos de 1.ª División |
| ---- | --------------------------- |
| 12.º | Limón F. C.                 |

| Pos. | Ascendidos de 2.ª División |
| ---- | -------------------------- |
| 1.º  | A. D. Guanacasteca         |

### Información de los equipos
| Equipo        | Ciudad                   | Entrenador           | Capitán           | Estadio                 | Aforo  | Proveedor        | Patrocinador principal (en la equipación) | Transmisión (televisora principal) |
| ------------- | ------------------------ | -------------------- | ----------------- | ----------------------- | ------ | ---------------- | ----------------------------------------- | ---------------------------------- |
| Alajuelense   | Alajuela                 | Albert Rudé          | Bryan Ruiz        | Morera Soto             | 17 700 | Kelme            | Kölbi                                     | FUTV                               |
| Cartaginés    | Cartago                  | Géiner Segura        | Mauricio Montero  | "Fello" Meza            | 8 831  | Capelli Sport    | Mucap                                     | FUTV                               |
| Grecia        | Grecia                   | Johnny Chaves        | Kenner Gutiérrez  | Allen Riggioni          | 4 000  | Living Sport     | Super Rosvil                              | FUTV                               |
| Guadalupe     | Guadalupe                | Walter Centeno       | Darío Delgado     | "Coyella" Fonseca       | 4 200  | ProSport         | Tigo                                      | Tigo Sports                        |
| Guanacasteca  | Nicoya                   | Luis Fernando Fallas | Leonardo Adams    | Chorotega               | 4 000  | Eletto Sport     | Blue Zones Nicoya                         | FUTV                               |
| Herediano     | Heredia                  | Jeaustin Campos      | Yeltsin Tejeda    | "Coyella" Fonseca       | 4 200  | Pirma            | Telecable                                 | FUTV                               |
| Jicaral       | Jicaral                  | César Eduardo Méndez | Kevin Fajardo     | Asoc. Cívica Jicaraleña | 1 500  | Joma             | Tigo                                      | Tigo Sports                        |
| Pérez Zeledón | San Isidro de El General | Amarini Villatoro    | Henrique          | Municipal               | 3 259  | Textiles JB      | Transportes Arguedas                      | FUTV                               |
| San Carlos    | Ciudad Quesada           | Douglas Sequeira     | Álvaro Saborío    | Carlos Ugalde           | 4 000  | Uhlsport         | Tigo                                      | Tigo Sports                        |
| Santos        | Guápiles                 | Erick Rodríguez      | Osvaldo Rodríguez | Ebal Rodríguez          | 3 300  | Eletto Sport     | Tigo                                      | Tigo Sports                        |
| Saprissa      | San Juan de Tibás        | Iñaki Alonso         | Mariano Torres    | Ricardo Saprissa        | 20 558 | Kappa            | BAC Credomatic                            | FUTV                               |
| Sporting      | Pavas                    | José Giacone         | Bryan Vega        | Ernesto Rohrmoser       | 3 000  | Roma Sports Gear | Dos Pinos                                 | Tigo Sports                        |

#### Relevo de entrenadores
| Equipo          | Entrenador (Jornadas)      | Fecha de vacante | Tipo de despido       | Posición en la tabla | Entrenador entrante  | Fecha de nombramiento |
| --------------- | -------------------------- | ---------------- | --------------------- | -------------------- | -------------------- | --------------------- |
| Herediano       | Luis Marín (Pretemporada)  | 28 de mayo       | Rescisión de contrato | Pretemporada         | David Patiño         | 5 de junio            |
| Herediano       | David Patiño (1-9)         | 9 de septiembre  | Rescisión de contrato | 8°                   | Jeaustin Campos      | 10 de septiembre      |
| Alajuelense     | Andrés Carevic (1-3)       | 7 de agosto      | Rescisión de contrato | 10°                  | Luis Marín           | 9 de agosto           |
| Alajuelense     | Luis Marín (4-13)          | 29 de septiembre | Rescisión de contrato | 3°                   | Albert Rudé          | 30 de septiembre      |
| San Carlos      | Gustavo Martínez (1-4)     | 11 de agosto     | Rescisión de contrato | 9°                   | Douglas Sequeira     | 12 de agosto          |
| Guanacaste      | Minor Díaz (1-6)           | 17 de agosto     | Rescisión de contrato | 12°                  | Luis Fernando Fallas | 23 de agosto          |
| Pérez Zeledón   | Paulo César Wanchope (1-6) | 18 de agosto     | Rescisión de contrato | 11°                  | Amarini Villatoro    | 18 de agosto          |
| Jicaral         | Martin Arriola (1-11)      | 16 de septiembre | Rescisión de contrato | 11°                  | César Eduardo Méndez | 18 de septiembre      |
| Guadalupe F. C. | Alexander Vargas (1-17)    | 24 de octubre    | Rescisión de contrato | 11°                  | Antonio Abasolo      | 25 de octubre         |
| Guadalupe F. C. | Antonio Abasolo (18-19)    | 31 de octubre    | Fin del interinato    | 10°                  | Walter Centeno       | 1 de noviembre        |
| Saprissa        | Mauricio Wright (1-19)     | 9 de noviembre   | Rescisión de contrato | 4°                   | Iñaki Alonso         | 10 de noviembre       |

## Estadios
|                                                                                        | |                                                                                                |
|                                                                                        | |                                                                                                |
| Estadio Ricardo Saprissa Ciudad: Tibás, San José Capacidad: 20 558 Club: Saprissa      | Estadio Morera Soto Ciudad: Alajuela Capacidad: 17 700 Club: Alajuelense                                       |                                                                                                |
|                                                                                        | |                                                                                                |
| Estadio "Fello" Meza Ciudad: Cartago Capacidad: 8 831 Club: Cartaginés                 | Estadio "Coyella" Fonseca Ciudad: Goicoechea, San José Capacidad: 4 200 Club: Guadalupe y Club Sport Herediano | Estadio Carlos Ugalde Ciudad: San Carlos, Alajuela Capacidad: 4 000 Club: San Carlos           |
|                                                                                        | |                                                                                                |
| Estadio Allen Riggioni Ciudad: Grecia, Alajuela Capacidad: 4 000 Club: Grecia          | Estadio Chorotega Ciudad: Nicoya, Guanacaste Capacidad: 4 000 Club: Guanacasteca                               | Estadio Ebal Rodríguez Ciudad: Guápiles, Limón Capacidad: 3 300 Clubes: Santos                 |
|                                                                                        | |                                                                                                |
| Estadio Municipal Ciudad: Pérez Zeledón, San José Capacidad: 3 259 Club: Pérez Zeledón | Estadio Ernesto Rohrmoser Ciudad: Pavas, San José Capacidad: 3 000 Club: Sporting                              | Cancha Asociación Cívica Jicaraleña Ciudad: Jicaral, Puntarenas Capacidad: 1 500 Club: Jicaral |

## Justicia deportiva
Los árbitros de cada partido son designados por una comisión creada para tal objetivo e integrada por representantes de la Federación Costarricense de Fútbol. Para este torneo, los colegiados de la categoría son los siguientes (se muestra entre paréntesis su nombramiento internacional y el año desde que recibieron la distinción). Los árbitros que no pasen las pruebas físicas previo al inicio del torneo serán excluidos del mismo por un periodo determinado hasta que logren la aprobación.
- Adrián Chinchilla Chaves
- Brayan Cruz Miranda
- Cristian Rodríguez Rodríguez
- Hugo Cruz Alvarado
- Keylor Herrera Villalobos (árbitro FIFA) (2019)
- Andrey Vega Chinchilla
- Jesús Montero Fuentes
- Pedro Navarro
- Reinaldo Sequeira Fallas
- Allen Quirós
- Rigo Prendas González
- Danny Lobo Rodríguez
- David Gómez Araya
- Geiner Zúñiga Molina
- Benjamín Pineda (árbitro FIFA) (2019)
- Carlos Salazar Obando
- Christian Hernández
- Henry Bejarano Matarrita (árbitro FIFA) (2011)
- Jimmy Torres Taylor
- Juan Gabriel Calderón (árbitro FIFA) (2017)
- Ricardo Montero Araya (árbitro FIFA) (2011)
- Steven Madrigal Fallas
- William Matus Vargas

### Uniformes
| Uniforme Arbitral Rosa | Uniforme Arbitral Amarillo | Uniforme Arbitral Naranja | Uniforme Arbitral Gris |

## Fase de clasificación

### Tabla de posiciones
| Pos. | Equipo        | Pts. | PJ | G  | E | P  | GF | GC | Dif. |  |
| ---- | ------------- | ---- | -- | -- | - | -- | -- | -- | ---- |  |
| 1    | Herediano     | 45   | 22 | 14 | 3 | 5  | 35 | 17 | +18  |  |
| 2    | Alajuelense   | 41   | 22 | 12 | 5 | 5  | 42 | 24 | +18  |  |
| 3    | Santos        | 36   | 22 | 10 | 6 | 6  | 45 | 34 | +11  |  |
| 4    | Saprissa      | 34   | 22 | 9  | 7 | 6  | 40 | 22 | +18  |  |
| 5    | Cartaginés    | 34   | 22 | 10 | 4 | 8  | 30 | 28 | +2   |  |
| 6    | Grecia        | 29   | 22 | 8  | 5 | 9  | 29 | 26 | +3   |  |
| 7    | Sporting      | 27   | 22 | 7  | 6 | 9  | 30 | 37 | −7   |  |
| 8    | San Carlos    | 24   | 22 | 5  | 9 | 8  | 28 | 34 | −6   |  |
| 9    | Pérez Zeledón | 24   | 22 | 6  | 6 | 10 | 21 | 29 | −8   |  |
| 10   | Guanacasteca  | 24   | 22 | 6  | 6 | 10 | 21 | 35 | −14  |  |
| 11   | Guadalupe     | 21   | 22 | 4  | 9 | 9  | 18 | 34 | −16  |  |
| 12   | Jicaral       | 20   | 22 | 4  | 8 | 10 | 19 | 38 | −19  |  |

 Fuente: Liga Promerica
|  | Clasifica a gran final   |
|  | Clasifica a semifinales. |
|  | Último lugar.            |

### Evolución
| Equipo\Jornada | 1  | 2  | 3  | 4  | 5  | 6  | 7  | 8  | 9  | 10 | 11 | 12 | 13 | 14 | 15 | 16 | 17 | 18 | 19 | 20 | 21 | 22 |
| -------------- | -- | -- | -- | -- | -- | -- | -- | -- | -- | -- | -- | -- | -- | -- | -- | -- | -- | -- | -- | -- | -- | -- |
| Herediano      | 10 | 12 | 8  | 5  | 7  | 7  | 8  | 5  | 8  | 5  | 3  | 1  | 1  | 1  | 1  | 1  | 1  | 1  | 1  | 1  | 1  | 1  |
| Alajuelense    | 5  | 6  | 10 | 10 | 9  | 8  | 4  | 7  | 5  | 3  | 6  | 6  | 3  | 4  | 3  | 5  | 2  | 2  | 2  | 2  | 2  | 2  |
| Santos         | 11 | 5  | 9  | 6  | 3  | 5  | 3  | 4  | 3  | 2  | 1  | 2  | 5  | 2  | 5  | 2  | 5  | 5  | 3  | 3  | 4  | 3  |
| Saprissa       | 2  | 1  | 2  | 2  | 1  | 1  | 1  | 1  | 2  | 4  | 4  | 3  | 2  | 3  | 2  | 4  | 4  | 4  | 4  | 4  | 3  | 4  |
| Cartaginés     | 12 | 11 | 6  | 4  | 6  | 4  | 7  | 8  | 7  | 8  | 7  | 7  | 8  | 7  | 6  | 3  | 3  | 3  | 5  | 5  | 5  | 5  |
| Grecia         | 1  | 4  | 5  | 3  | 5  | 2  | 6  | 6  | 4  | 6  | 5  | 5  | 4  | 5  | 4  | 6  | 6  | 6  | 7  | 7  | 7  | 6  |
| Sporting       | 9  | 7  | 3  | 7  | 4  | 6  | 5  | 2  | 1  | 1  | 2  | 4  | 7  | 8  | 7  | 7  | 7  | 7  | 6  | 6  | 6  | 7  |
| San Carlos     | 4  | 8  | 7  | 9  | 10 | 10 | 11 | 11 | 11 | 10 | 10 | 11 | 10 | 11 | 11 | 9  | 9  | 8  | 8  | 8  | 8  | 8  |
| Pérez Zeledón  | 8  | 10 | 12 | 12 | 11 | 11 | 12 | 12 | 12 | 12 | 12 | 12 | 12 | 12 | 12 | 12 | 12 | 11 | 12 | 9  | 9  | 9  |
| Guanacasteca   | 6  | 9  | 11 | 11 | 12 | 12 | 10 | 9  | 9  | 9  | 9  | 8  | 6  | 6  | 8  | 8  | 8  | 9  | 9  | 11 | 11 | 10 |
| Guadalupe      | 3  | 3  | 1  | 1  | 2  | 3  | 2  | 3  | 6  | 7  | 8  | 9  | 9  | 9  | 9  | 10 | 11 | 12 | 10 | 10 | 10 | 11 |
| Jicaral        | 7  | 2  | 4  | 8  | 7  | 9  | 9  | 10 | 10 | 11 | 11 | 10 | 11 | 10 | 10 | 11 | 10 | 10 | 11 | 12 | 12 | 12 |

### Resumen de resultados
| Local / Visita | JIC | ASC | ADG | CSC | CSH | SAP | GFC | LDA | GRE | MPZ | SAN | SFC |
| -------------- | --- | --- | --- | --- | --- | --- | --- | --- | --- | --- | --- | --- |
| Jicaral        |     | 0-4 | 2-2 | 0-3 | 3-2 | 0-0 | 0-0 | 0-3 | 3-1 | 3-0 | 1-1 | 1-3 |
| San Carlos     | 0-0 |     | 0-1 | 0-1 | 0-0 | 1-0 | 4-2 | 2-2 | 1-3 | 1-1 | 2-4 | 3-1 |
| Guanacasteca   | 1-1 | 0-1 |     | 2-1 | 2-1 | 1-0 | 0-1 | 1-2 | 0-2 | 2-1 | 1-3 | 1-0 |
| Cartaginés     | 4-0 | 5-1 | 1-1 |     | 0-1 | 1-0 | 0-1 | 1-0 | 1-1 | 2-1 | 1-2 | 1-0 |
| Herediano      | 1-0 | 2-0 | 5-0 | 2-0 |     | 2-1 | 0-1 | 0-0 | 2-0 | 1-0 | 1-1 | 3-0 |
| Saprissa       | 4-0 | 3-0 | 1-1 | 1-1 | 2-3 |     | 4-0 | 4-2 | 1-0 | 3-0 | 3-0 | 5-1 |
| Guadalupe      | 2-0 | 1-1 | 1-1 | 1-1 | 0-2 | 1-1 |     | 2-4 | 0-2 | 0-1 | 0-5 | 2-2 |
| Alajuelense    | 2-0 | 2-2 | 4-1 | 2-3 | 4-1 | 0-0 | 1-0 |     | 1-0 | 3-0 | 1-0 | 3-3 |
| Grecia         | 0-0 | 3-2 | 3-1 | 4-0 | 1-2 | 1-1 | 0-0 | 1-2 |     | 1-0 | 3-2 | 1-1 |
| Pérez Zeledón  | 1-1 | 1-1 | 2-0 | 3-0 | 0-1 | 0-3 | 1-1 | 1-0 | 3-1 |     | 1-1 | 1-0 |
| Santos         | 2-3 | 2-2 | 2-1 | 1-2 | 2-1 | 3-3 | 2-2 | 2-1 | 1-0 | 3-2 |     | 5-1 |
| Sporting       | 2-1 | 0-0 | 1-1 | 4-1 | 0-2 | 4-0 | 2-0 | 0-3 | 2-1 | 1-1 | 2-1 |     |

|  | Victoria del equipo local     |
|  | Empate                        |
|  | Victoria del equipo visitante |

## Resultados
- Los horarios corresponden al tiempo de Costa Rica (UTC-6).
- El calendario de los partidos se dio a conocer el 30 de junio de 2021.[5]

| Pérez Zeledón                                            | 1 - 1 | Archivo:Escudo de Jicaral Sercoba.svg A. D. R. Jicaral                        | Municipal         | 27 de julio | 17:00 | 0 | Marianela Araya |  |
| Sporting F. C.                                           | 1 - 1 | Archivo:Escudo de la Asociación Deportiva Guanacasteca.svg A. D. Guanacasteca | Ernesto Rohrmoser | 27 de julio | 18:00 | 0 | Ariel Cordero   |  |
| Deportivo Saprissa                                       | 3 - 0 | Santos de Guápiles                                                            | Ricardo Saprissa  | 27 de julio | 20:00 | 0 | Brayan Cruz     |  |
| Archivo:Escudo del Municipal Grecia.svg Municipal Grecia | 4 - 0 | C. S. Cartaginés                                                              | Allen Riggioni    | 28 de julio | 14:00 | 0 | Geiner Zúñiga   |  |
| C. S. Herediano                                          | 0 - 1 | Guadalupe F. C.                                                               | "Fello" Meza      | 28 de julio | 18:00 | 0 | Rubén Palma     |  |
| Archivo:Escudo San Carlos 2018.svg A. D. San Carlos      | 2 - 2 | Archivo:Escudo de la Liga Deportiva Alajuelense.svg L. D. Alajuelense         | Carlos Ugalde     | 28 de julio | 19:00 | 0 | David Gómez     |  |
| Total de goles: 16                                       |       |                                                                               |                   |             |       |   |                 |  |

| Pérez Zeledón                                                         | 0 - 3 | Deportivo Saprissa                                                            | Municipal               | 30 de julio | 19:00 | 0 | Pedro Navarro      |  |
| C. S. Cartaginés                                                      | 1 - 1 | Archivo:Escudo de la Asociación Deportiva Guanacasteca.svg A. D. Guanacasteca | "Fello" Meza            | 31 de julio | 15:00 | 0 | William Mattus     |  |
| Santos de Guápiles                                                    | 1 - 0 | Archivo:Escudo del Municipal Grecia.svg Municipal Grecia                      | Ebal Rodríguez          | 31 de julio | 16:00 | 0 | Rigo Prendas       |  |
| Archivo:Escudo de la Liga Deportiva Alajuelense.svg L. D. Alajuelense | 3 - 3 | Sporting F. C.                                                                | Morera Soto             | 31 de julio | 18:00 | 0 | Pablo Camacho      |  |
| Guadalupe F. C.                                                       | 1 - 1 | Archivo:Escudo San Carlos 2018.svg A. D. San Carlos                           | "Coyella" Fonseca       | 31 de julio | 20:00 | 0 | Cristian Rodríguez |  |
| Archivo:Escudo de Jicaral Sercoba.svg A. D. R. Jicaral                | 3 - 2 | C. S. Herediano                                                               | Asoc. Cívica Jicaraleña | 1 de agosto | 14:00 | 0 | Geiner Zúñiga      |  |
| Total de goles: 19                                                    |       |                                                                               |                         |             |       |   |                    |  |

| Archivo:Escudo San Carlos 2018.svg A. D. San Carlos                           | 1 - 1 | Pérez Zeledón                                          | Carlos Ugalde     | 6 de agosto | 19:00 | 0 | Keylor Herrera    |  |
| Archivo:Escudo de la Asociación Deportiva Guanacasteca.svg A. D. Guanacasteca | 0 - 1 | Guadalupe F. C.                                        | Chorotega         | 7 de agosto | 14:00 | 0 | Hugo Cruz         |  |
| Archivo:Escudo de la Liga Deportiva Alajuelense.svg L. D. Alajuelense         | 2 - 3 | C. S. Cartaginés                                       | Morera Soto       | 7 de agosto | 19:00 | 0 | Adrián Chinchilla |  |
| Archivo:Escudo del Municipal Grecia.svg Municipal Grecia                      | 0 - 0 | Archivo:Escudo de Jicaral Sercoba.svg A. D. R. Jicaral | Allen Riggioni    | 8 de agosto | 14:00 | 0 | Ricardo Montero   |  |
| Deportivo Saprissa                                                            | 2 - 3 | C. S. Herediano                                        | Ricardo Saprissa  | 8 de agosto | 17:00 | 0 | David Gómez       |  |
| Sporting F. C.                                                                | 2 - 1 | Santos de Guápiles                                     | Ernesto Rohrmoser | 9 de agosto | 14:00 | 0 | Benjamín Pineda   |  |
| Total de goles:16                                                             |       |                                                        |                   |             |       |   |                   |  |

| C. S. Cartaginés                                                              | 5 - 1 | Archivo:Escudo San Carlos 2018.svg A. D. San Carlos                   | "Fello" Meza            | 10 de agosto    | 20:00 | 0 | Árbitro |  |
| Guadalupe F. C.                                                               | 1 - 1 | Deportivo Saprissa                                                    | "Coyella" Fonseca       | 10 de agosto    | 21:00 | 0 | Árbitro |  |
| Archivo:Escudo de la Asociación Deportiva Guanacasteca.svg A. D. Guanacasteca | 0 - 2 | Archivo:Escudo del Municipal Grecia.svg Municipal Grecia              | Chorotega               | 11 de agosto    | 14:00 | 0 | Árbitro |  |
| C. S. Herediano                                                               | 1 - 0 | Pérez Zeledón                                                         | Nacional                | 11 de agosto    | 20:00 | 0 | Árbitro |  |
| Santos de Guápiles                                                            | 2 - 1 | Archivo:Escudo de la Liga Deportiva Alajuelense.svg L. D. Alajuelense | Ebal Rodríguez          | 11 de agosto    | 21:00 | 0 | Árbitro |  |
| Archivo:Escudo de Jicaral Sercoba.svg A. D. R. Jicaral                        | 1 - 3 | Sporting F. C.                                                        | Asoc. Cívica Jicaraleña | 1 de septiembre | 14:00 | 0 | Árbitro |  |
| Total de goles:                                                               |       |                                                                       |                         |                 |       |   |         |  |

| Archivo:Escudo San Carlos 2018.svg A. D. San Carlos                   | 0 - 0 | Archivo:Escudo de Jicaral Sercoba.svg A. D. R. Jicaral                        | Carlos Ugalde     | 13 de agosto | 20:00 | 0 | Árbitro |  |
| Deportivo Saprissa                                                    | 1 - 0 | Archivo:Escudo del Municipal Grecia.svg Municipal Grecia                      | Ricardo Saprissa  | 14 de agosto | 14:00 | 0 | Árbitro |  |
| Sporting F. C.                                                        | 4 - 1 | C. S. Cartaginés                                                              | Ernesto Rohrmoser | 14 de agosto | 15:00 | 0 | Árbitro |  |
| Pérez Zeledón                                                         | 1 - 1 | Guadalupe F. C.                                                               | Municipal         | 14 de agosto | 17:00 | 0 | Árbitro |  |
| Santos de Guápiles                                                    | 2 - 1 | Archivo:Escudo de la Asociación Deportiva Guanacasteca.svg A. D. Guanacasteca | Ebal Rodríguez    | 14 de agosto | 17:30 | 0 | Árbitro |  |
| Archivo:Escudo de la Liga Deportiva Alajuelense.svg L. D. Alajuelense | 4 - 1 | C. S. Herediano                                                               | Morera Soto       | 14 de agosto | 20:00 | 0 | Árbitro |  |
| Total de goles: 16                                                    |       |                                                                               |                   |              |       |   |         |  |

| Archivo:Escudo del Municipal Grecia.svg Municipal Grecia                      | 1 - 0 | Pérez Zeledón                                                         | Allen Riggioni          | 17 de agosto | 11:00 | 0 | Árbitro |  |
| Archivo:Escudo de la Asociación Deportiva Guanacasteca.svg A. D. Guanacasteca | 1 - 2 | Archivo:Escudo de la Liga Deportiva Alajuelense.svg L. D. Alajuelense | Chorotega               | 17 de agosto | 14:00 | 0 | Árbitro |  |
| C. S. Herediano                                                               | 2 - 0 | Archivo:Escudo San Carlos 2018.svg A. D. San Carlos                   | "Coyella" Fonseca       | 17 de agosto | 17:00 | 0 | Árbitro |  |
| C. S. Cartaginés                                                              | 1 - 0 | Deportivo Saprissa                                                    | "Fello" Meza            | 17 de agosto | 20:00 | 0 | Árbitro |  |
| Guadalupe F. C.                                                               | 2 - 2 | Sporting F. C.                                                        | "Coyella" Fonseca       | 18 de agosto | 15:00 | 0 | Árbitro |  |
| Archivo:Escudo de Jicaral Sercoba.svg A. D. R. Jicaral                        | 1 - 1 | Santos de Guápiles                                                    | Asoc. Cívica Jicaraleña | 21 de agosto | 14:00 | 0 | Árbitro |  |
| Total de goles: 13                                                            |       |                                                                       |                         |              |       |   |         |  |

| Archivo:Escudo de la Asociación Deportiva Guanacasteca.svg A. D. Guanacasteca | 2 - 1 | Pérez Zeledón                                            | Chorotega         | 24 de agosto | 14:00 | 0 | Árbitro |  |
| C. S. Cartaginés                                                              | 0 - 1 | Guadalupe F. C.                                          | "Fello" Meza      | 24 de agosto | 17:00 | 0 | Árbitro |  |
| Deportivo Saprissa                                                            | 4 - 0 | Archivo:Escudo de Jicaral Sercoba.svg A. D. R. Jicaral   | Ricardo Saprissa  | 24 de agosto | 20:00 | 0 | Árbitro |  |
| Sporting F. C.                                                                | 0 - 0 | Archivo:Escudo San Carlos 2018.svg A. D. San Carlos      | Ernesto Rohrmoser | 25 de agosto | 15:00 | 0 | Árbitro |  |
| Santos de Guápiles                                                            | 2 - 1 | C. S. Herediano                                          | Ebal Rodríguez    | 25 de agosto | 18:00 | 0 | Árbitro |  |
| Archivo:Escudo de la Liga Deportiva Alajuelense.svg L. D. Alajuelense         | 1 - 0 | Archivo:Escudo del Municipal Grecia.svg Municipal Grecia | Morera Soto       | 25 de agosto | 19:00 | 0 | Árbitro |  |
| Total de goles: 12                                                            |       |                                                          |                   |              |       |   |         |  |

| Archivo:Escudo del Municipal Grecia.svg Municipal Grecia | 1 - 1 | Sporting F. C.                                                                | Allen Riggioni          | 28 de agosto | 11:00 | 0 | Árbitro |  |
| Archivo:Escudo de Jicaral Sercoba.svg A. D. R. Jicaral   | 0 - 0 | Guadalupe F. C.                                                               | Asoc. Cívica Jicaraleña | 28 de agosto | 14:00 | 0 | Árbitro |  |
| C. S. Herediano                                          | 2 - 0 | C. S. Cartaginés                                                              | "Coyella" Fonseca       | 28 de agosto | 17:00 | 0 | Árbitro |  |
| Deportivo Saprissa                                       | 4 - 2 | Archivo:Escudo de la Liga Deportiva Alajuelense.svg L. D. Alajuelense         | Ricardo Saprissa        | 28 de agosto | 20:00 | 0 | Árbitro |  |
| Pérez Zeledón                                            | 1 - 1 | Santos de Guápiles                                                            | Municipal               | 29 de agosto | 16:00 | 0 | Árbitro |  |
| Archivo:Escudo San Carlos 2018.svg A. D. San Carlos      | 0 - 1 | Archivo:Escudo de la Asociación Deportiva Guanacasteca.svg A. D. Guanacasteca | Carlos Ugalde           | 29 de agosto | 17:00 | 0 | Árbitro |  |
| Total de goles: 13                                       |       |                                                                               |                         |              |       |   |         |  |

| Guadalupe F. C.                                                               | 0 - 2 | Archivo:Escudo del Municipal Grecia.svg Municipal Grecia | "Coyella" Fonseca | 7 de septiembre | 16:00 | 0 | Árbitro |  |
| Archivo:Escudo de la Liga Deportiva Alajuelense.svg L. D. Alajuelense         | 2 - 0 | Archivo:Escudo de Jicaral Sercoba.svg A. D. R. Jicaral   | Morera Soto       | 7 de septiembre | 18:00 | 0 | Árbitro |  |
| Sporting F. C.                                                                | 4 - 0 | Deportivo Saprissa                                       | Ernesto Rohrmoser | 7 de septiembre | 19:00 | 0 | Árbitro |  |
| C. S. Cartaginés                                                              | 2 - 1 | Pérez Zeledón                                            | "Fello" Meza      | 7 de septiembre | 20:30 | 0 | Árbitro |  |
| Santos de Guápiles                                                            | 2 - 2 | Archivo:Escudo San Carlos 2018.svg A. D. San Carlos      | Ebal Rodríguez    | 8 de septiembre | 14:30 | 0 | Árbitro |  |
| Archivo:Escudo de la Asociación Deportiva Guanacasteca.svg A. D. Guanacasteca | 2 - 1 | C. S. Herediano                                          | Chorotega         | 9 de septiembre | 14:00 | 0 | Árbitro |  |
| Total de goles: 18                                                            |       |                                                          |                   |                 |       |   |         |  |

| Sporting F. C.                                                                | 1 - 1 | Pérez Zeledón                                                         | Ernesto Rohrmoser | 11 de septiembre | 15:00 | 0 | Árbitro |  |
| Guadalupe F. C.                                                               | 2 - 4 | Archivo:Escudo de la Liga Deportiva Alajuelense.svg L. D. Alajuelense | "Coyella" Fonseca | 11 de septiembre | 19:00 | 0 | Árbitro |  |
| C. S. Cartaginés                                                              | 1 - 2 | Santos de Guápiles                                                    | "Fello" Meza      | 11 de septiembre | 20:00 | 0 | Árbitro |  |
| Archivo:Escudo del Municipal Grecia.svg Municipal Grecia                      | 1 - 2 | C. S. Herediano                                                       | Allen Riggioni    | 12 de septiembre | 11:00 | 0 | Árbitro |  |
| Archivo:Escudo de la Asociación Deportiva Guanacasteca.svg A. D. Guanacasteca | 1 - 1 | Archivo:Escudo de Jicaral Sercoba.svg A. D. R. Jicaral                | Chorotega         | 12 de septiembre | 14:00 | 0 | Árbitro |  |
| Archivo:Escudo San Carlos 2018.svg A. D. San Carlos                           | 1 - 0 | Deportivo Saprissa                                                    | Carlos Ugalde     | 12 de septiembre | 17:00 | 0 | Árbitro |  |
| Total de goles: 17                                                            |       |                                                                       |                   |                  |       |   |         |  |

| Pérez Zeledón                                            | 1 - 0 | Archivo:Escudo de la Liga Deportiva Alajuelense.svg L. D. Alajuelense         | Municipal               | 14 de septiembre | 19:00 | 0 | Árbitro |  |
| Archivo:Escudo del Municipal Grecia.svg Municipal Grecia | 3 - 2 | Archivo:Escudo San Carlos 2018.svg A. D. San Carlos                           | Allen Riggioni          | 15 de septiembre | 14:00 | 0 | Árbitro |  |
| Archivo:Escudo de Jicaral Sercoba.svg A. D. R. Jicaral   | 0 - 3 | C. S. Cartaginés                                                              | Asoc. Cívica Jicaraleña | 15 de septiembre | 14:00 | 0 | Árbitro |  |
| C. S. Herediano                                          | 3 - 0 | Sporting F. C.                                                                | "Coyella" Fonseca       | 16 de septiembre | 17:00 | 0 | Árbitro |  |
| Santos de Guápiles                                       | 2 - 2 | Guadalupe F. C.                                                               | Ebal Rodríguez          | 16 de septiembre | 17:30 | 0 | Árbitro |  |
| Deportivo Saprissa                                       | 1 - 1 | Archivo:Escudo de la Asociación Deportiva Guanacasteca.svg A. D. Guanacasteca | Ricardo Saprissa        | 16 de septiembre | 20:00 | 0 | Árbitro |  |
| Total de goles: 16                                       |       |                                                                               |                         |                  |       |   |         |  |

| Archivo:Escudo de la Liga Deportiva Alajuelense.svg L. D. Alajuelense         | 2 - 2 | Archivo:Escudo San Carlos 2018.svg A. D. San Carlos      | Morera Soto             | 17 de septiembre | 20:00 | 0 | Árbitro |  |
| Archivo:Escudo de Jicaral Sercoba.svg A. D. R. Jicaral                        | 3 - 0 | Pérez Zeledón                                            | Asoc. Cívica Jicaraleña | 18 de septiembre | 14:00 | 0 | Árbitro |  |
| Guadalupe F. C.                                                               | 0 - 2 | C. S. Herediano                                          | "Coyella" Fonseca       | 19 de septiembre | 15:00 | 0 | Árbitro |  |
| C. S. Cartaginés                                                              | 1 - 1 | Archivo:Escudo del Municipal Grecia.svg Municipal Grecia | "Fello" Meza            | 19 de septiembre | 15:00 | 0 | Árbitro |  |
| Santos de Guápiles                                                            | 3 - 3 | Deportivo Saprissa                                       | Ebal Rodríguez          | 19 de septiembre | 18:00 | 0 | Árbitro |  |
| Archivo:Escudo de la Asociación Deportiva Guanacasteca.svg A. D. Guanacasteca | 1 - 0 | Sporting F. C.                                           | Chorotega               | 20 de septiembre | 14:00 | 0 | Árbitro |  |
| Total de goles: 18                                                            |       |                                                          |                         |                  |       |   |         |  |

| Archivo:Escudo de la Asociación Deportiva Guanacasteca.svg A. D. Guanacasteca | 2 - 1 | C. S. Cartaginés                                                      | Chorotega         | 25 de septiembre | 14:00 | 0 | Árbitro |  |
| Archivo:Escudo San Carlos 2018.svg A. D. San Carlos                           | 4 - 2 | Guadalupe F. C.                                                       | Carlos Ugalde     | 25 de septiembre | 17:00 | 0 | Árbitro |  |
| Sporting F. C.                                                                | 0 - 3 | Archivo:Escudo de la Liga Deportiva Alajuelense.svg L. D. Alajuelense | Ernesto Rohrmoser | 25 de septiembre | 20:00 | 0 | Árbitro |  |
| C. S. Herediano                                                               | 1 - 0 | Archivo:Escudo de Jicaral Sercoba.svg A. D. R. Jicaral                | "Coyella" Fonseca | 25 de septiembre | 20:00 | 0 | Árbitro |  |
| Archivo:Escudo del Municipal Grecia.svg Municipal Grecia                      | 3 - 2 | Santos de Guápiles                                                    | Allen Riggioni    | 26 de septiembre | 11:00 | 0 | Árbitro |  |
| Deportivo Saprissa                                                            | 3 - 0 | Pérez Zeledón                                                         | Ricardo Saprissa  | 26 de septiembre | 17:00 | 0 | Árbitro |  |
| Total de goles: 21                                                            |       |                                                                       |                   |                  |       |   |         |  |

| Guadalupe F. C.                                        | 1 - 1 | Archivo:Escudo de la Asociación Deportiva Guanacasteca.svg A. D. Guanacasteca | "Coyella" Fonseca       | 1 de octubre | 16:00 | 0 | Árbitro |  |
| Archivo:Escudo de Jicaral Sercoba.svg A. D. R. Jicaral | 3 - 1 | Archivo:Escudo del Municipal Grecia.svg Municipal Grecia                      | Asoc. Cívica Jicaraleña | 2 de octubre | 14:00 | 0 | Árbitro |  |
| Pérez Zeledón                                          | 1 - 1 | Archivo:Escudo San Carlos 2018.svg A. D. San Carlos                           | Municipal               | 2 de octubre | 17:00 | 0 | Árbitro |  |
| C. S. Cartaginés                                       | 1 - 0 | Archivo:Escudo de la Liga Deportiva Alajuelense.svg L. D. Alajuelense         | "Fello" Meza            | 2 de octubre | 20:00 | 0 | Árbitro |  |
| Santos de Guápiles                                     | 5 - 1 | Sporting F. C.                                                                | Ebal Rodríguez          | 3 de octubre | 15:00 | 0 | Árbitro |  |
| C. S. Herediano                                        | 2 - 1 | Deportivo Saprissa                                                            | "Coyella" Fonseca       | 3 de octubre | 17:00 | 0 | Árbitro |  |
| Total de goles: 18                                     |       |                                                                               |                         |              |       |   |         |  |

| Sporting F. C.                                                        | 2 - 1 | Archivo:Escudo de Jicaral Sercoba.svg A. D. R. Jicaral                        | Ernesto Rohrmoser | 12 de octubre | 15:00 | 0 | Árbitro |  |
| Pérez Zeledón                                                         | 0 - 1 | C. S. Herediano                                                               | Municipal         | 12 de octubre | 16:00 | 0 | Árbitro |  |
| Archivo:Escudo San Carlos 2018.svg A. D. San Carlos                   | 0 - 1 | C. S. Cartaginés                                                              | Carlos Ugalde     | 12 de octubre | 18:00 | 0 | Árbitro |  |
| Archivo:Escudo de la Liga Deportiva Alajuelense.svg L. D. Alajuelense | 1 - 0 | Santos de Guápiles                                                            | Morera Soto       | 12 de octubre | 19:00 | 0 | Árbitro |  |
| Archivo:Escudo del Municipal Grecia.svg Municipal Grecia              | 3 - 1 | Archivo:Escudo de la Asociación Deportiva Guanacasteca.svg A. D. Guanacasteca | Allen Riggioni    | 13 de octubre | 14:00 | 0 | Árbitro |  |
| Deportivo Saprissa                                                    | 4 - 0 | Guadalupe F. C.                                                               | Ricardo Saprissa  | 14 de octubre | 20:00 | 0 | Árbitro |  |
| Total de goles: 14                                                    |       |                                                                               |                   |               |       |   |         |  |

| Archivo:Escudo de Jicaral Sercoba.svg A. D. R. Jicaral                        | 0 - 4 | Archivo:Escudo San Carlos 2018.svg A. D. San Carlos                   | Asoc. Cívica Jicaraleña | 16 de octubre | 14:00 | 0 | Árbitro |  |
| C. S. Herediano                                                               | 0 - 0 | Archivo:Escudo de la Liga Deportiva Alajuelense.svg L. D. Alajuelense | "Coyella" Fonseca       | 16 de octubre | 20:00 | 0 | Árbitro |  |
| Archivo:Escudo del Municipal Grecia.svg Municipal Grecia                      | 1 - 1 | Deportivo Saprissa                                                    | Allen Riggioni          | 17 de octubre | 11:00 | 0 | Árbitro |  |
| Archivo:Escudo de la Asociación Deportiva Guanacasteca.svg A. D. Guanacasteca | 1 - 3 | Santos de Guápiles                                                    | Chorotega               | 17 de octubre | 14:00 | 0 | Árbitro |  |
| Guadalupe F. C.                                                               | 0 - 1 | Pérez Zeledón                                                         | "Coyella" Fonseca       | 17 de octubre | 15:00 | 0 | Árbitro |  |
| C. S. Cartaginés                                                              | 1 - 0 | Sporting F. C.                                                        | "Fello" Meza            | 19 de octubre | 11:00 | 0 | Árbitro |  |
| Total de goles: 12                                                            |       |                                                                       |                         |               |       |   |         |  |

| Archivo:Escudo San Carlos 2018.svg A. D. San Carlos                   | 0 - 0 | C. S. Herediano                                                               | Carlos Ugalde     | 22 de octubre | 19:00 | 0 | Árbitro |  |
| Pérez Zeledón                                                         | 3 - 1 | Archivo:Escudo del Municipal Grecia.svg Municipal Grecia                      | Municipal         | 23 de octubre | 15:00 | 0 | Árbitro |  |
| Sporting F. C.                                                        | 2 - 0 | Guadalupe F. C.                                                               | Ernesto Rohrmoser | 23 de octubre | 15:00 | 0 | Árbitro |  |
| Archivo:Escudo de la Liga Deportiva Alajuelense.svg L. D. Alajuelense | 4 - 1 | Archivo:Escudo de la Asociación Deportiva Guanacasteca.svg A. D. Guanacasteca | Morera Soto       | 23 de octubre | 19:00 | 0 | Árbitro |  |
| Santos de Guápiles                                                    | 2 - 3 | Archivo:Escudo de Jicaral Sercoba.svg A. D. R. Jicaral                        | Ebal Rodríguez    | 24 de octubre | 14:00 | 0 | Árbitro |  |
| Deportivo Saprissa                                                    | 1 - 1 | C. S. Cartaginés                                                              | Ricardo Saprissa  | 24 de octubre | 16:00 | 0 | Árbitro |  |
| Total de goles: 18                                                    |       |                                                                               |                   |               |       |   |         |  |

| Guadalupe F. C.                                          | 1 - 1 | C. S. Cartaginés                                                              | "Coyella" Fonseca       | 26 de octubre | 19:00 | 0 | Árbitro |  |
| Archivo:Escudo de Jicaral Sercoba.svg A. D. R. Jicaral   | 0 - 0 | Deportivo Saprissa                                                            | Asoc. Cívica Jicaraleña | 27 de octubre | 14:00 | 0 | Árbitro |  |
| Archivo:Escudo del Municipal Grecia.svg Municipal Grecia | 1 - 2 | Archivo:Escudo de la Liga Deportiva Alajuelense.svg L. D. Alajuelense         | Allen Riggioni          | 27 de octubre | 14:00 | 0 | Árbitro |  |
| C. S. Herediano                                          | 1 - 1 | Santos de Guápiles                                                            | "Coyella" Fonseca       | 27 de octubre | 17:00 | 0 | Árbitro |  |
| Archivo:Escudo San Carlos 2018.svg A. D. San Carlos      | 3 - 1 | Sporting F. C.                                                                | Carlos Ugalde           | 27 de octubre | 19:00 | 0 | Árbitro |  |
| Pérez Zeledón                                            | 2 - 0 | Archivo:Escudo de la Asociación Deportiva Guanacasteca.svg A. D. Guanacasteca | Municipal               | 27 de octubre | 20:00 | 0 | Árbitro |  |
| Total de goles: 13                                       |       |                                                                               |                         |               |       |   |         |  |

| Guadalupe F. C.                                                               | 2 - 0 | Archivo:Escudo de Jicaral Sercoba.svg A. D. R. Jicaral   | "Coyella" Fonseca | 30 de octubre  | 13:30 | 0 | Árbitro |  |
| Santos de Guápiles                                                            | 3 - 2 | Pérez Zeledón                                            | Ebal Rodríguez    | 30 de octubre  | 16:30 | 0 | Árbitro |  |
| Archivo:Escudo de la Liga Deportiva Alajuelense.svg L. D. Alajuelense         | 0 - 0 | Deportivo Saprissa                                       | Morera Soto       | 30 de octubre  | 19:00 | 0 | Árbitro |  |
| C. S. Cartaginés                                                              | 0 - 1 | C. S. Herediano                                          | "Fello" Meza      | 31 de octubre  | 15:00 | 0 | Árbitro |  |
| Sporting F. C.                                                                | 2 - 1 | Archivo:Escudo del Municipal Grecia.svg Municipal Grecia | Ernesto Rohrmoser | 31 de octubre  | 19:00 | 0 | Árbitro |  |
| Archivo:Escudo de la Asociación Deportiva Guanacasteca.svg A. D. Guanacasteca | 0 - 1 | Archivo:Escudo San Carlos 2018.svg A. D. San Carlos      | Chorotega         | 1 de noviembre | 14:00 | 0 | Árbitro |  |
| Total de goles: 12                                                            |       |                                                          |                   |                |       |   |         |  |

| Pérez Zeledón                                            | 3 - 0 | C. S. Cartaginés                                                              | Municipal               | 19 de noviembre | 19:00 | 810  | Árbitro |  |
| Archivo:Escudo San Carlos 2018.svg A. D. San Carlos      | 2 - 4 | Santos de Guápiles                                                            | Carlos Ugalde           | 20 de noviembre | 17:00 | 590  | Árbitro |  |
| Deportivo Saprissa                                       | 5 - 1 | Sporting F. C.                                                                | Ricardo Saprissa        | 20 de noviembre | 20:00 | 2850 | Árbitro |  |
| Archivo:Escudo del Municipal Grecia.svg Municipal Grecia | 0 - 0 | Guadalupe F. C.                                                               | Allen Riggioni          | 21 de noviembre | 11:00 | 800  | Árbitro |  |
| Archivo:Escudo de Jicaral Sercoba.svg A. D. R. Jicaral   | 0 - 3 | Archivo:Escudo de la Liga Deportiva Alajuelense.svg L. D. Alajuelense         | Asoc. Cívica Jicaraleña | 21 de noviembre | 14:00 | 375  | Árbitro |  |
| C. S. Herediano                                          | 5 - 0 | Archivo:Escudo de la Asociación Deportiva Guanacasteca.svg A. D. Guanacasteca | "Coyella" Fonseca       | 21 de noviembre | 17:00 | 630  | Árbitro |  |
| Total de goles: 23                                       |       |                                                                               |                         |                 |       |      |         |  |

| Pérez Zeledón                                                         | 1 - 0 | Sporting F. C.                                                                | Municipal               | 23 de noviembre | 17:00 | 490  | Árbitro |  |
| Deportivo Saprissa                                                    | 3 - 0 | Archivo:Escudo San Carlos 2018.svg A. D. San Carlos                           | Ricardo Saprissa        | 23 de noviembre | 20:00 | 2850 | Árbitro |  |
| Archivo:Escudo de Jicaral Sercoba.svg A. D. R. Jicaral                | 2 - 2 | Archivo:Escudo de la Asociación Deportiva Guanacasteca.svg A. D. Guanacasteca | Asoc. Cívica Jicaraleña | 24 de noviembre | 14:00 | 315  | Árbitro |  |
| C. S. Herediano                                                       | 2 - 0 | Archivo:Escudo del Municipal Grecia.svg Municipal Grecia                      | "Coyella" Fonseca       | 24 de noviembre | 17:00 | 630  | Árbitro |  |
| Santos de Guápiles                                                    | 1 - 2 | C. S. Cartaginés                                                              | Ebal Rodríguez          | 24 de noviembre | 17:00 | 0    | Árbitro |  |
| Archivo:Escudo de la Liga Deportiva Alajuelense.svg L. D. Alajuelense | 1 - 0 | Guadalupe F. C.                                                               | Morera Soto             | 24 de noviembre | 20:00 | 2400 | Árbitro |  |
| Total de goles: 14                                                    |       |                                                                               |                         |                 |       |      |         |  |

| Archivo:Escudo San Carlos 2018.svg A. D. San Carlos                           | 1 - 3 | Archivo:Escudo del Municipal Grecia.svg Municipal Grecia | Carlos Ugalde     | 27 de noviembre | 18:00 | 0 | Árbitro |  |
| Archivo:Escudo de la Liga Deportiva Alajuelense.svg L. D. Alajuelense         | 3 - 0 | Pérez Zeledón                                            | Morera Soto       | 28 de noviembre | 11:00 | 0 | Árbitro |  |
| Sporting F. C.                                                                | 0 - 2 | C. S. Herediano                                          | Ernesto Rohrmoser | 28 de noviembre | 15:00 | 0 | Árbitro |  |
| Archivo:Escudo de la Asociación Deportiva Guanacasteca.svg A. D. Guanacasteca | 1 - 0 | Deportivo Saprissa                                       | Chorotega         | 28 de noviembre | 15:00 | 0 | Árbitro |  |
| C. S. Cartaginés                                                              | 4 - 0 | Archivo:Escudo de Jicaral Sercoba.svg A. D. R. Jicaral   | "Fello" Meza      | 28 de noviembre | 15:00 | 0 | Árbitro |  |
| Guadalupe F. C.                                                               | 0 - 5 | Santos de Guápiles                                       | "Coyella" Fonseca | 28 de noviembre | 15:00 | 0 | Árbitro |  |
| Total de goles:17                                                             |       |                                                          |                   |                 |       |   |         |  |

## Fase final

### Cuadro de desarrollo
|  | Semifinales                                      | Semifinales                                      | Semifinales                                      | Semifinales                                      | Semifinales                                      |   |    | Final                                         | Final                                         | Final                                         | Final                                         | Final                                         |  |    | Gran final                                     | Gran final                                     | Gran final                                     | Gran final                                     | Gran final                                     |  |
|  | 1 y 2 de diciembre (Ida) 5 de diciembre (Vuelta) | 1 y 2 de diciembre (Ida) 5 de diciembre (Vuelta) | 1 y 2 de diciembre (Ida) 5 de diciembre (Vuelta) | 1 y 2 de diciembre (Ida) 5 de diciembre (Vuelta) | 1 y 2 de diciembre (Ida) 5 de diciembre (Vuelta) |   |    | 9 de diciembre (Ida) 12 de diciembre (Vuelta) | 9 de diciembre (Ida) 12 de diciembre (Vuelta) | 9 de diciembre (Ida) 12 de diciembre (Vuelta) | 9 de diciembre (Ida) 12 de diciembre (Vuelta) | 9 de diciembre (Ida) 12 de diciembre (Vuelta) |  |    | 16 de diciembre (Ida) 19 de diciembre (Vuelta) | 16 de diciembre (Ida) 19 de diciembre (Vuelta) | 16 de diciembre (Ida) 19 de diciembre (Vuelta) | 16 de diciembre (Ida) 19 de diciembre (Vuelta) | 16 de diciembre (Ida) 19 de diciembre (Vuelta) |  |
|  |                                                  |                                                  |                                                  |                                                  |                                                  |   |    |                                               |                                               |                                               |                                               |                                               |  |    |                                                |                                                |                                                |                                                |                                                |  |
|  |                                                  |                                                  |                                                  |                                                  |                                                  |   |    |                                               |                                               |                                               |                                               |                                               |  |    |                                                |                                                |                                                |                                                |                                                |  |
|  | 1                                                | C. S. Herediano                                  | 0                                                | 1                                                | 1                                                |   |    |                                               |                                               |                                               |                                               |                                               |  |    |                                                |                                                |                                                |                                                |                                                |  |
|  | 1                                                | C. S. Herediano                                  | 0                                                | 1                                                | 1                                                |   |    |                                               |                                               |                                               |                                               |                                               |  |    |                                                |                                                |                                                |                                                |                                                |  |
|  | 4                                                | Deportivo Saprissa                               | 3                                                | 0                                                | 3                                                |   |    |                                               |                                               |                                               |                                               |                                               |  |    |                                                |                                                |                                                |                                                |                                                |  |
|  | 4                                                | Deportivo Saprissa                               | 3                                                | 0                                                | 3                                                |   | F2 | Deportivo Saprissa                            | 2                                             | 0                                             | 2                                             |                                               |  |    |                                                |                                                |                                                |                                                |                                                |  |
|  |                                                  |                                                  |                                                  |                                                  |                                                  |   | F2 | Deportivo Saprissa                            | 2                                             | 0                                             | 2                                             |                                               |  |    |                                                |                                                |                                                |                                                |                                                |  |
|  |                                                  |                                                  | F1                                               | L. D. Alajuelense                                | 1                                                | 0 | 1  |                                               |                                               |                                               |                                               |                                               |  |    |                                                |                                                |                                                |                                                |                                                |  |
|  | 2                                                | L. D. Alajuelense                                | F1                                               | L. D. Alajuelense                                | 1                                                | 0 | 1  | 2                                             | 1                                             | 3                                             |                                               |                                               |  |    |                                                |                                                |                                                |                                                |                                                |  |
|  | 2                                                | L. D. Alajuelense                                |                                                  |                                                  |                                                  |   |    |                                               |                                               | 3                                             |                                               |                                               |  |    |                                                |                                                |                                                |                                                |                                                |  |
|  | 3                                                | Santos de Guápiles                               | 3                                                | 0                                                | 3                                                |   |    |                                               |                                               |                                               |                                               |                                               |  |    |                                                |                                                |                                                |                                                |                                                |  |
|  | 3                                                | Santos de Guápiles                               | 3                                                | 0                                                | 3                                                |   |    |                                               |                                               |                                               |                                               |                                               |  | F1 | C. S. Herediano                                | 1                                              | 3                                              | 4                                              |                                                |  |
|  |                                                  |                                                  |                                                  |                                                  |                                                  |   |    |                                               |                                               |                                               |                                               |                                               |  | F1 | C. S. Herediano                                | 1                                              | 3                                              | 4                                              |                                                |  |
|  |                                                  |                                                  | F2                                               | Deportivo Saprissa                               | 0                                                | 2 | 2  |                                               |                                               |                                               |                                               |                                               |  |    |                                                |                                                |                                                |                                                |                                                |  |
|  |                                                  |                                                  | F2                                               | Deportivo Saprissa                               | 0                                                | 2 | 2  |                                               |                                               |                                               |                                               |                                               |  |    |                                                |                                                |                                                |                                                |                                                |  |
|  |                                                  |                                                  |                                                  |                                                  |                                                  |   |    |                                               |                                               |                                               |                                               |                                               |  |    |                                                |                                                |                                                |                                                |                                                |  |
|  |                                                  |                                                  |                                                  |                                                  |                                                  |   |    |                                               |                                               |                                               |                                               |                                               |  |    |                                                |                                                |                                                |                                                |                                                |  |
|  |                                                  |                                                  |                                                  |                                                  |                                                  |   |    |                                               |                                               |                                               |                                               |                                               |  |    |                                                |                                                |                                                |                                                |                                                |  |
|  |                                                  |                                                  |                                                  |                                                  |                                                  |   |    |                                               |                                               |                                               |                                               |                                               |  |    |                                                |                                                |                                                |                                                |                                                |  |
|  |                                                  |                                                  |                                                  |                                                  |                                                  |   |    |                                               |                                               |                                               |                                               |                                               |  |    |                                                |                                                |                                                |                                                |                                                |  |
|  |                                                  |                                                  |                                                  |                                                  |                                                  |   |    |                                               |                                               |                                               |                                               |                                               |  |    |                                                |                                                |                                                |                                                |                                                |  |
|  |                                                  |                                                  |                                                  |                                                  |                                                  |   |    |                                               |                                               |                                               |                                               |                                               |  |    |                                                |                                                |                                                |                                                |                                                |  |
|  |                                                  |                                                  |                                                  |                                                  |                                                  |   |    |                                               |                                               |                                               |                                               |                                               |  |    |                                                |                                                |                                                |                                                |                                                |  |
|  |                                                  |                                                  |                                                  |                                                  |                                                  |   |    |                                               |                                               |                                               |                                               |                                               |  |    |                                                |                                                |                                                |                                                |                                                |  |
|  |                                                  |                                                  |                                                  |                                                  |                                                  |   |    |                                               |                                               |                                               |                                               |                                               |  |    |                                                |                                                |                                                |                                                |                                                |  |

### Semifinales

#### CS Herediano - Saprissa
| 1 de diciembre de 2021, 20:00 | Deportivo Saprissa                        | 3:0 (2:0) | C. S. Herediano | Estadio Ricardo Saprissa, Tibás, San José                     |                                                               |
|                               | Sinclair 8' · Marín 38' · Pemberton 90+1' |           |                 | Asistencia: 5000 espectadores Árbitro(s): Cristhian Rodríguez | Asistencia: 5000 espectadores Árbitro(s): Cristhian Rodríguez |

| 5 de diciembre de 2021, 19:30 | C. S. Herediano | 1:0 (1:0) (Global 1:3) | Deportivo Saprissa | "Coyella" Fonseca, Guadalupe, San José                |                                                       |
|                               | Rocha 7'        |                        |                    | Asistencia: 2500 espectadores Árbitro(s): David Gómez | Asistencia: 2500 espectadores Árbitro(s): David Gómez |

#### LD Alajuelense - Santos de Guápiles
| 2 de diciembre de 2021, 19:00 | Santos de Guápiles              | 3:2 (2:1) | L. D. Alajuelense           | Ebal Rodríguez, Guápiles, Limón                             |                                                             |
|                               | Paradela 2', 52' · Barquero 22' |           | Meneses 15' · Venegas 90+4' | Asistencia: 2500 espectadores Árbitro(s): Adrián Chinchilla | Asistencia: 2500 espectadores Árbitro(s): Adrián Chinchilla |

| 5 de diciembre de 2021, 16:00 | L. D. Alajuelense | 1:0 (1:0) (Global 3:3) | Santos de Guápiles | Morera Soto, Alajuela                               |                                                     |
|                               | Torres 14'        |                        |                    | Asistencia: 5000 espectadores Árbitro(s): Hugo Cruz | Asistencia: 5000 espectadores Árbitro(s): Hugo Cruz |

### Final II Fase

#### LD Alajuelense - Saprissa
| 9 de diciembre de 2021, 18:00 | Deportivo Saprissa      | 2:1 (1:1) | L. D. Alajuelense | Estadio Ricardo Saprissa, Tibás, San José                |                                                          |
|                               | Bolaños 44' · Marín 63' |           | Torres 33'        | Asistencia: 5200 espectadores Árbitro(s): Keylor Herrera | Asistencia: 5200 espectadores Árbitro(s): Keylor Herrera |

| 12 de diciembre de 2021, 17:00 | L. D. Alajuelense | 0:0 (Global 1:2) | Deportivo Saprissa | Morera Soto, Alajuela                                           |  |
|                                |                   |                  |                    | Asistencia: 7050 espectadores Árbitro(s): Juan Gabriel Calderón |  |

### Gran Final

#### CS Herediano - Saprissa
| 16 de diciembre de 2021, 18:00 | Deportivo Saprissa | 0:1 (0:0) | C. S. Herediano    | Ricardo Saprissa, Tibás, San José                     |                                                       |
|                                |                    |           | Basulto 85' (pen.) | Asistencia: 8000 espectadores Árbitro(s): David Gómez | Asistencia: 8000 espectadores Árbitro(s): David Gómez |

| 19 de diciembre de 2021, 17:00 | C. S. Herediano                         | 3:2 (1:1) (Global 4:2) | Deportivo Saprissa | "Coyella" Fonseca, Guadalupe, San José                          |                                                                 |
|                                | Bolaños 45+2' · Tejeda 80' · Franco 88' |                        | Bolaños 28' (46)   | Asistencia: 5000 espectadores Árbitro(s): Juan Gabriel Calderón | Asistencia: 5000 espectadores Árbitro(s): Juan Gabriel Calderón |

#### Final - ida
| 1     | POR   | Aarón Cruz        |     |
| 12    | DEF   | Ricardo Blanco    |     |
| 52    | DEF   | Aubrey David      |     |
| 4     | DEF   | Kendall Waston    |     |
| 34    | DEF   | Walter Cortés     |     |
| 10    | MED   | Marvin Angulo     |     |
| 2     | MED   | Christian Bolaños |     |
| 8     | MED   | David Guzmán      |     |
| 11    | DEL   | Michael Barrantes | 64' |
| 80    | DEL   | Jimmy Marín       |     |
| 24    | DEL   | Orlando Sinclair  | 69' |
| D. T. | D. T. | Iñaki Alonso      |     |

| 1     | POR   | Esteban Alvarado     |     |
| 24    | DEF   | Juan Miguel Basulto  |     |
| 2     | DEF   | Aarón Salazar        | 19' |
| 16    | DEF   | Ariel Soto           |     |
| 99    | DEF   | Keyner Brown         |     |
| 4     | MED   | Orlando Galo         |     |
| 37    | MED   | Keysher Fuller       | 88' |
| 28    | MED   | Gerson Torres        | 88' |
| 10    | MED   | Yeltsin Tejeda       |     |
| 9     | DEL   | Jonathan McDonald    | 62' |
| 77    | DEL   | José Guillermo Ortiz | 88' |
| D. T. | D. T. | Jeaustin Campos      |     |

| 7  | DEL | Jossimar Pemberton | 64' |
| 14 | DEL | Ariel Rodríguez    | 69' |

| 11 | DEF | Diego González         | 19' |
| 94 | DEL | John Jairo Ruiz        | 62' |
| 5  | DEL | Óscar Esteban Granados | 88' |
| 7  | DEL | Yendrick Ruíz          | 88' |
| 22 | DEL | Kennedy Rocha          | 88' |

| 85' (pen.) | Juan Miguel Basulto | 0:1 |

| 25' · 84' | David Guzmán Walter Cortés |

| 7' · 25' · 35' · 76' | Jonathan McDonald Orlando Galo Juan Miguel Basulto Keyner Brown |

| Principal  | David Gómez       |
| Asistentes | Carlos Fernández  |
|            | William Chow      |
| Cuarto     | Adrián Chinchilla |

| 1     | POR   | Aarón Cruz        |     |
| 12    | DEF   | Ricardo Blanco    |     |
| 52    | DEF   | Aubrey David      |     |
| 4     | DEF   | Kendall Waston    |     |
| 34    | DEF   | Walter Cortés     |     |
| 10    | MED   | Marvin Angulo     |     |
| 2     | MED   | Christian Bolaños |     |
| 8     | MED   | David Guzmán      |     |
| 11    | DEL   | Michael Barrantes | 64' |
| 80    | DEL   | Jimmy Marín       |     |
| 24    | DEL   | Orlando Sinclair  | 69' |
| D. T. | D. T. | Iñaki Alonso      |     |

| 1     | POR   | Esteban Alvarado     |     |
| 24    | DEF   | Juan Miguel Basulto  |     |
| 2     | DEF   | Aarón Salazar        | 19' |
| 16    | DEF   | Ariel Soto           |     |
| 99    | DEF   | Keyner Brown         |     |
| 4     | MED   | Orlando Galo         |     |
| 37    | MED   | Keysher Fuller       | 88' |
| 28    | MED   | Gerson Torres        | 88' |
| 10    | MED   | Yeltsin Tejeda       |     |
| 9     | DEL   | Jonathan McDonald    | 62' |
| 77    | DEL   | José Guillermo Ortiz | 88' |
| D. T. | D. T. | Jeaustin Campos      |     |

| 7  | DEL | Jossimar Pemberton | 64' |
| 14 | DEL | Ariel Rodríguez    | 69' |

| 11 | DEF | Diego González         | 19' |
| 94 | DEL | John Jairo Ruiz        | 62' |
| 5  | DEL | Óscar Esteban Granados | 88' |
| 7  | DEL | Yendrick Ruíz          | 88' |
| 22 | DEL | Kennedy Rocha          | 88' |

| 85' (pen.) | Juan Miguel Basulto | 0:1 |

| 25' · 84' | David Guzmán Walter Cortés |

| 7' · 25' · 35' · 76' | Jonathan McDonald Orlando Galo Juan Miguel Basulto Keyner Brown |

| Principal  | David Gómez       |
| Asistentes | Carlos Fernández  |
|            | William Chow      |
| Cuarto     | Adrián Chinchilla |

| 1     | POR   | Aarón Cruz        |     |
| 12    | DEF   | Ricardo Blanco    |     |
| 52    | DEF   | Aubrey David      |     |
| 4     | DEF   | Kendall Waston    |     |
| 34    | DEF   | Walter Cortés     |     |
| 10    | MED   | Marvin Angulo     |     |
| 2     | MED   | Christian Bolaños |     |
| 8     | MED   | David Guzmán      |     |
| 11    | DEL   | Michael Barrantes | 64' |
| 80    | DEL   | Jimmy Marín       |     |
| 24    | DEL   | Orlando Sinclair  | 69' |
| D. T. | D. T. | Iñaki Alonso      |     |

| 1     | POR   | Esteban Alvarado     |     |
| 24    | DEF   | Juan Miguel Basulto  |     |
| 2     | DEF   | Aarón Salazar        | 19' |
| 16    | DEF   | Ariel Soto           |     |
| 99    | DEF   | Keyner Brown         |     |
| 4     | MED   | Orlando Galo         |     |
| 37    | MED   | Keysher Fuller       | 88' |
| 28    | MED   | Gerson Torres        | 88' |
| 10    | MED   | Yeltsin Tejeda       |     |
| 9     | DEL   | Jonathan McDonald    | 62' |
| 77    | DEL   | José Guillermo Ortiz | 88' |
| D. T. | D. T. | Jeaustin Campos      |     |

| 7  | DEL | Jossimar Pemberton | 64' |
| 14 | DEL | Ariel Rodríguez    | 69' |

| 11 | DEF | Diego González         | 19' |
| 94 | DEL | John Jairo Ruiz        | 62' |
| 5  | DEL | Óscar Esteban Granados | 88' |
| 7  | DEL | Yendrick Ruíz          | 88' |
| 22 | DEL | Kennedy Rocha          | 88' |

| 85' (pen.) | Juan Miguel Basulto | 0:1 |

| 25' · 84' | David Guzmán Walter Cortés |

| 7' · 25' · 35' · 76' | Jonathan McDonald Orlando Galo Juan Miguel Basulto Keyner Brown |

| Principal  | David Gómez       |
| Asistentes | Carlos Fernández  |
|            | William Chow      |
| Cuarto     | Adrián Chinchilla |

| 1     | POR   | Aarón Cruz        |     |
| 12    | DEF   | Ricardo Blanco    |     |
| 52    | DEF   | Aubrey David      |     |
| 4     | DEF   | Kendall Waston    |     |
| 34    | DEF   | Walter Cortés     |     |
| 10    | MED   | Marvin Angulo     |     |
| 2     | MED   | Christian Bolaños |     |
| 8     | MED   | David Guzmán      |     |
| 11    | DEL   | Michael Barrantes | 64' |
| 80    | DEL   | Jimmy Marín       |     |
| 24    | DEL   | Orlando Sinclair  | 69' |
| D. T. | D. T. | Iñaki Alonso      |     |

| 1     | POR   | Esteban Alvarado     |     |
| 24    | DEF   | Juan Miguel Basulto  |     |
| 2     | DEF   | Aarón Salazar        | 19' |
| 16    | DEF   | Ariel Soto           |     |
| 99    | DEF   | Keyner Brown         |     |
| 4     | MED   | Orlando Galo         |     |
| 37    | MED   | Keysher Fuller       | 88' |
| 28    | MED   | Gerson Torres        | 88' |
| 10    | MED   | Yeltsin Tejeda       |     |
| 9     | DEL   | Jonathan McDonald    | 62' |
| 77    | DEL   | José Guillermo Ortiz | 88' |
| D. T. | D. T. | Jeaustin Campos      |     |

| 7  | DEL | Jossimar Pemberton | 64' |
| 14 | DEL | Ariel Rodríguez    | 69' |

| 11 | DEF | Diego González         | 19' |
| 94 | DEL | John Jairo Ruiz        | 62' |
| 5  | DEL | Óscar Esteban Granados | 88' |
| 7  | DEL | Yendrick Ruíz          | 88' |
| 22 | DEL | Kennedy Rocha          | 88' |

| 85' (pen.) | Juan Miguel Basulto | 0:1 |

| 25' · 84' | David Guzmán Walter Cortés |

| 7' · 25' · 35' · 76' | Jonathan McDonald Orlando Galo Juan Miguel Basulto Keyner Brown |

| Principal  | David Gómez       |
| Asistentes | Carlos Fernández  |
|            | William Chow      |
| Cuarto     | Adrián Chinchilla |

#### Final - vuelta
| 1     | POR   | Esteban Alvarado       |     |
| 16    | DEF   | Ariel Soto             | 66' |
| 24    | DEF   | Juan Miguel Basulto    |     |
| 4     | DEF   | Orlando Galo           |     |
| 99    | DEF   | Keyner Brown           |     |
| 10    | MED   | Yeltsin Tejeda         |     |
| 11    | MED   | Diego González         | 66' |
| 5     | MED   | Óscar Esteban Granados | 66' |
| 28    | MED   | Gerson Torres          | 61' |
| 9     | DEL   | Jonathan McDonald      | 30' |
| 77    | DEL   | José Guillermo Ortiz   |     |
| D. T. | D. T. | Jeaustin Campos        |     |

| 13    | POR   | Aarón Cruz        |     |
| 12    | DEF   | Ricardo Blanco    |     |
| 52    | DEF   | Aubrey David      |     |
| 4     | DEF   | Kendall Waston    |     |
| 19    | DEF   | Yostin Salinas    | 45' |
| 6     | MED   | Jaylon Hadden     |     |
| 8     | MED   | David Guzmán      |     |
| 34    | MED   | Walter Cortés     |     |
| 80    | DEL   | Jimmy Marín       | 75' |
| 2     | DEL   | Christian Bolaños |     |
| 14    | DEL   | Ariel Rodríguez   | 45' |
| D. T. | D. T. | Iñaki Alonso      |     |

| 7  | DEL | Yendrick Ruiz      | 30' |
| 22 | DEL | Kennedy Rocha      | 61' |
| 94 | DEL | John Jairo Ruiz    | 66' |
| 58 | MED | Luis Miguel Franco | 66' |
| 19 | DEF | Yael López         | 66' |

| 38 | DEF | Sergio Céspedes    | 45'   |
| 24 | DEL | Orlando Sinclair   | 45'   |
| 7  | DEL | Jossimar Pemberton | 75'   |
| 10 | MED | Marvin Angulo      | Entró |

| 45+2' · 80' · 88' | Christian Bolaños Yeltsin Tejeda Luis Miguel Franco | 1:1 2:2 3:2 |

| 28' · 46' · | Christian Bolaños | 0:1 1:2 |

| 19' · 21' · 27' | Ariel Soto Esteban Alvarado Keyner Brown |

| 35' | Kendall Waston |

| 16' | Walter Cortés |

| Principal  | Juan Gabriel Calderón |
| Asistentes | Juan Carlos Mora      |
|            | Emmanuel Alvarado     |
| Cuarto     | Benjamín Pineda       |

| 1     | POR   | Esteban Alvarado       |     |
| 16    | DEF   | Ariel Soto             | 66' |
| 24    | DEF   | Juan Miguel Basulto    |     |
| 4     | DEF   | Orlando Galo           |     |
| 99    | DEF   | Keyner Brown           |     |
| 10    | MED   | Yeltsin Tejeda         |     |
| 11    | MED   | Diego González         | 66' |
| 5     | MED   | Óscar Esteban Granados | 66' |
| 28    | MED   | Gerson Torres          | 61' |
| 9     | DEL   | Jonathan McDonald      | 30' |
| 77    | DEL   | José Guillermo Ortiz   |     |
| D. T. | D. T. | Jeaustin Campos        |     |

| 13    | POR   | Aarón Cruz        |     |
| 12    | DEF   | Ricardo Blanco    |     |
| 52    | DEF   | Aubrey David      |     |
| 4     | DEF   | Kendall Waston    |     |
| 19    | DEF   | Yostin Salinas    | 45' |
| 6     | MED   | Jaylon Hadden     |     |
| 8     | MED   | David Guzmán      |     |
| 34    | MED   | Walter Cortés     |     |
| 80    | DEL   | Jimmy Marín       | 75' |
| 2     | DEL   | Christian Bolaños |     |
| 14    | DEL   | Ariel Rodríguez   | 45' |
| D. T. | D. T. | Iñaki Alonso      |     |

| 7  | DEL | Yendrick Ruiz      | 30' |
| 22 | DEL | Kennedy Rocha      | 61' |
| 94 | DEL | John Jairo Ruiz    | 66' |
| 58 | MED | Luis Miguel Franco | 66' |
| 19 | DEF | Yael López         | 66' |

| 38 | DEF | Sergio Céspedes    | 45'   |
| 24 | DEL | Orlando Sinclair   | 45'   |
| 7  | DEL | Jossimar Pemberton | 75'   |
| 10 | MED | Marvin Angulo      | Entró |

| 45+2' · 80' · 88' | Christian Bolaños Yeltsin Tejeda Luis Miguel Franco | 1:1 2:2 3:2 |

| 28' · 46' · | Christian Bolaños | 0:1 1:2 |

| 19' · 21' · 27' | Ariel Soto Esteban Alvarado Keyner Brown |

| 35' | Kendall Waston |

| 16' | Walter Cortés |

| Principal  | Juan Gabriel Calderón |
| Asistentes | Juan Carlos Mora      |
|            | Emmanuel Alvarado     |
| Cuarto     | Benjamín Pineda       |

| 1     | POR   | Esteban Alvarado       |     |
| 16    | DEF   | Ariel Soto             | 66' |
| 24    | DEF   | Juan Miguel Basulto    |     |
| 4     | DEF   | Orlando Galo           |     |
| 99    | DEF   | Keyner Brown           |     |
| 10    | MED   | Yeltsin Tejeda         |     |
| 11    | MED   | Diego González         | 66' |
| 5     | MED   | Óscar Esteban Granados | 66' |
| 28    | MED   | Gerson Torres          | 61' |
| 9     | DEL   | Jonathan McDonald      | 30' |
| 77    | DEL   | José Guillermo Ortiz   |     |
| D. T. | D. T. | Jeaustin Campos        |     |

| 13    | POR   | Aarón Cruz        |     |
| 12    | DEF   | Ricardo Blanco    |     |
| 52    | DEF   | Aubrey David      |     |
| 4     | DEF   | Kendall Waston    |     |
| 19    | DEF   | Yostin Salinas    | 45' |
| 6     | MED   | Jaylon Hadden     |     |
| 8     | MED   | David Guzmán      |     |
| 34    | MED   | Walter Cortés     |     |
| 80    | DEL   | Jimmy Marín       | 75' |
| 2     | DEL   | Christian Bolaños |     |
| 14    | DEL   | Ariel Rodríguez   | 45' |
| D. T. | D. T. | Iñaki Alonso      |     |

| 7  | DEL | Yendrick Ruiz      | 30' |
| 22 | DEL | Kennedy Rocha      | 61' |
| 94 | DEL | John Jairo Ruiz    | 66' |
| 58 | MED | Luis Miguel Franco | 66' |
| 19 | DEF | Yael López         | 66' |

| 38 | DEF | Sergio Céspedes    | 45'   |
| 24 | DEL | Orlando Sinclair   | 45'   |
| 7  | DEL | Jossimar Pemberton | 75'   |
| 10 | MED | Marvin Angulo      | Entró |

| 45+2' · 80' · 88' | Christian Bolaños Yeltsin Tejeda Luis Miguel Franco | 1:1 2:2 3:2 |

| 28' · 46' · | Christian Bolaños | 0:1 1:2 |

| 19' · 21' · 27' | Ariel Soto Esteban Alvarado Keyner Brown |

| 35' | Kendall Waston |

| 16' | Walter Cortés |

| Principal  | Juan Gabriel Calderón |
| Asistentes | Juan Carlos Mora      |
|            | Emmanuel Alvarado     |
| Cuarto     | Benjamín Pineda       |

| 1     | POR   | Esteban Alvarado       |     |
| 16    | DEF   | Ariel Soto             | 66' |
| 24    | DEF   | Juan Miguel Basulto    |     |
| 4     | DEF   | Orlando Galo           |     |
| 99    | DEF   | Keyner Brown           |     |
| 10    | MED   | Yeltsin Tejeda         |     |
| 11    | MED   | Diego González         | 66' |
| 5     | MED   | Óscar Esteban Granados | 66' |
| 28    | MED   | Gerson Torres          | 61' |
| 9     | DEL   | Jonathan McDonald      | 30' |
| 77    | DEL   | José Guillermo Ortiz   |     |
| D. T. | D. T. | Jeaustin Campos        |     |

| 13    | POR   | Aarón Cruz        |     |
| 12    | DEF   | Ricardo Blanco    |     |
| 52    | DEF   | Aubrey David      |     |
| 4     | DEF   | Kendall Waston    |     |
| 19    | DEF   | Yostin Salinas    | 45' |
| 6     | MED   | Jaylon Hadden     |     |
| 8     | MED   | David Guzmán      |     |
| 34    | MED   | Walter Cortés     |     |
| 80    | DEL   | Jimmy Marín       | 75' |
| 2     | DEL   | Christian Bolaños |     |
| 14    | DEL   | Ariel Rodríguez   | 45' |
| D. T. | D. T. | Iñaki Alonso      |     |

| 7  | DEL | Yendrick Ruiz      | 30' |
| 22 | DEL | Kennedy Rocha      | 61' |
| 94 | DEL | John Jairo Ruiz    | 66' |
| 58 | MED | Luis Miguel Franco | 66' |
| 19 | DEF | Yael López         | 66' |

| 38 | DEF | Sergio Céspedes    | 45'   |
| 24 | DEL | Orlando Sinclair   | 45'   |
| 7  | DEL | Jossimar Pemberton | 75'   |
| 10 | MED | Marvin Angulo      | Entró |

| 45+2' · 80' · 88' | Christian Bolaños Yeltsin Tejeda Luis Miguel Franco | 1:1 2:2 3:2 |

| 28' · 46' · | Christian Bolaños | 0:1 1:2 |

| 19' · 21' · 27' | Ariel Soto Esteban Alvarado Keyner Brown |

| 35' | Kendall Waston |

| 16' | Walter Cortés |

| Principal  | Juan Gabriel Calderón |
| Asistentes | Juan Carlos Mora      |
|            | Emmanuel Alvarado     |
| Cuarto     | Benjamín Pineda       |

|                        |
| Campeón C.S. Herediano |
| 29.to título           |

## Estadísticas

### Máximos goleadores
Lista con los máximos goleadores de la competencia.
Datos actualizados a 19 de diciembre de 2021 y según página oficial.
| Núm. | Pos.           | Jugador              | Equipo                                                                        | Goles |
| ---- | -------------- | -------------------- | ----------------------------------------------------------------------------- | ----- |
| 1.º  | Delantero      | Yendrick Ruiz        | C. S. Herediano                                                               | 10    |
| 2.º  | Delantero      | Marcel Hernández     | L. D. Alajuelense                                                             | 9     |
| 2.º  | Delantero      | Anthony Contreras    | Archivo:Escudo de la Asociación Deportiva Guanacasteca.svg A. D. Guanacasteca | 9     |
| 2.º  | Delantero      | Jimmy Marín          | Deportivo Saprissa                                                            | 9     |
| 5.º  | Delantero      | Álvaro Saborío       | Archivo:Escudo San Carlos 2018.svg A. D. San Carlos                           | 8     |
| 5.º  | Delantero      | Hernán Fener         | Sporting F. C.                                                                | 8     |
| 7.º  | Centrocampista | Allen Guevara        | C. S. Cartaginés                                                              | 7     |
| 7.º  | Delantero      | Jorman Aguilar       | Archivo:Escudo San Carlos 2018.svg A. D. San Carlos                           | 7     |
| 7.º  | Delantero      | Luis Paradela        | Santos de Guápiles                                                            | 7     |
| 10.º | Defensa        | Jean Carlo Agüero    | Archivo:Escudo del Municipal Grecia.svg Municipal Grecia                      | 6     |
| 10.º | Delantero      | Johan Venegas        | L. D. Alajuelense                                                             | 6     |
| 10.º | Centrocampista | Osvaldo Rodríguez    | Santos de Guápiles                                                            | 6     |
| 13.º | Centrocampista | Anthony López        | Archivo:Escudo del Municipal Grecia.svg Municipal Grecia                      | 5     |
| 13.º | Defensa        | Dennis Castillo      | Sporting F. C.                                                                | 5     |
| 13.º | Defensa        | Douglas López        | Santos de Guápiles                                                            | 5     |
| 13.º | Delantero      | Gabriel Torres       | L. D. Alajuelense                                                             | 5     |
| 13.º | Delantero      | Gerson Torres        | C. S. Herediano                                                               | 5     |
| 13.º | Delantero      | Javon East           | Santos de Guápiles                                                            | 5     |
| 13.º | Centrocampista | Mariano Torres       | Deportivo Saprissa                                                            | 5     |
| 13.º | Delantero      | Orlando Sinclair     | Deportivo Saprissa                                                            | 5     |
| 21.º | Delantero      | Aarón Suárez         | L. D. Alajuelense                                                             | 4     |
| 21.º | Centrocampista | Alonso Martínez      | L. D. Alajuelense                                                             | 4     |
| 21.º | Delantero      | Bryan López          | Santos de Guápiles                                                            | 4     |
| 21.º | Centrocampista | Christian Bolaños    | Deportivo Saprissa                                                            | 4     |
| 21.º | Centrocampista | Chevone Marsh        | Archivo:Escudo de Jicaral Sercoba.svg A. D. R. Jicaral                        | 4     |
| 21.º | Centrocampista | David Guzmán         | Deportivo Saprissa                                                            | 4     |
| 21.º | Delantero      | José Guillermo Ortiz | C. S. Herediano                                                               | 4     |
| 21.º | Delantero      | Jossimar Méndez      | Santos de Guápiles                                                            | 4     |
| 21.º | Centrocampista | Luis Stewart Pérez   | Pérez Zeledón                                                                 | 4     |
| 21.º | Centrocampista | Randall Azofeifa     | Sporting F. C.                                                                | 4     |
| 21.º | Delantero      | Roger Rojas          | C. S. Cartaginés                                                              | 4     |
| 21.º | Centrocampista | Ronaldo Araya        | C. S. Cartaginés                                                              | 4     |
| 33.º | Centrocampista | Alexander López      | L. D. Alajuelense                                                             | 3     |
| 33.º | Centrocampista | Álvaro Sánchez       | Sporting F. C.                                                                | 3     |
| 33.º | Centrocampista | Axel Amador          | Pérez Zeledón                                                                 | 3     |
| 33.º | Defensa        | Henrique Moura       | Pérez Zeledón                                                                 | 3     |
| 33.º | Delantero      | Jonathan McDonald    | C. S. Herediano                                                               | 3     |
| 33.º | Delantero      | Jossimar Pemberton   | Deportivo Saprissa                                                            | 3     |
| 33.º | Defensa        | Juan Diego Madrigal  | Santos de Guápiles                                                            | 3     |
| 33.º | Defensa        | Kendall Waston       | Deportivo Saprissa                                                            | 3     |
| 33.º | Delantero      | Kenneth Vargas       | Archivo:Escudo del Municipal Grecia.svg Municipal Grecia                      | 3     |
| 33.º | Delantero      | Kenny Cunningham     | Archivo:Escudo de Jicaral Sercoba.svg A. D. R. Jicaral                        | 3     |
| 33.º | Delantero      | Lisandro Cabrera     | Guadalupe F. C.                                                               | 3     |
| 33.º | Delantero      | Marco Mena           | Archivo:Escudo San Carlos 2018.svg A. D. San Carlos                           | 3     |
| 33.º | Defensa        | Michael Barquero     | Santos de Guápiles                                                            | 3     |
| 33.º | Centrocampista | Michael Barrantes    | Deportivo Saprissa                                                            | 3     |
| 33.º | Defensa        | Pablo Arboine        | Santos de Guápiles                                                            | 3     |
| 33.º | Centrocampista | Reimond Salas        | Archivo:Escudo del Municipal Grecia.svg Municipal Grecia                      | 3     |
| 33.º | Centrocampista | Royner Rojas         | Guadalupe F. C.                                                               | 3     |
| 33.º | Delantero      | Walter Chévez        | Archivo:Escudo de Jicaral Sercoba.svg A. D. R. Jicaral                        | 3     |
| 51.º | Defensa        | Aarón Salazar        | C. S. Herediano                                                               | 2     |
| 51.º | Centrocampista | Bernald Alfaro       | L. D. Alajuelense                                                             | 2     |
| 51.º | Delantero      | Bryan Vega           | Sporting F. C.                                                                | 2     |
| 51.º | Delantero      | Carlos Mora          | L. D. Alajuelense                                                             | 2     |
| 51.º | Delantero      | David Ramírez        | Deportivo Saprissa                                                            | 2     |
| 51.º | Centrocampista | Diego Sánchez        | C. S. Cartaginés                                                              | 2     |
| 51.º | Delantero      | Gabriel Leiva        | Pérez Zeledón                                                                 | 2     |
| 51.º | Centrocampista | Haxzel Quirós        | Guadalupe F. C.                                                               | 2     |
| 51.º | Centrocampista | Jeikel Venegas       | C. S. Cartaginés                                                              | 2     |
| 51.º | Delantero      | José Pablo Córdoba   | Archivo:Escudo de la Asociación Deportiva Guanacasteca.svg A. D. Guanacasteca | 2     |
| 51.º | Centrocampista | Joseph Bolaños       | Archivo:Escudo de la Asociación Deportiva Guanacasteca.svg A. D. Guanacasteca | 2     |
| 51.º | Centrocampista | Joshua Parra         | Archivo:Escudo del Municipal Grecia.svg Municipal Grecia                      | 2     |
| 51.º | Delantero      | Juan Miguel Basulto  | C. S. Herediano                                                               | 2     |
| 51.º | Delantero      | Leonardo Adams       | Archivo:Escudo de la Asociación Deportiva Guanacasteca.svg A. D. Guanacasteca | 2     |
| 51.º | Centrocampista | Luis Miguel Franco   | C. S. Herediano                                                               | 2     |
| 51.º | Defensa        | Orlando Galo         | C. S. Herediano                                                               | 2     |
| 51.º | Centrocampista | Manuel Morán         | Pérez Zeledón                                                                 | 2     |
| 51.º | Defensa        | Marcos Meneses       | Guadalupe F. C.                                                               | 2     |
| 51.º | Centrocampista | Marvin Angulo        | Deportivo Saprissa                                                            | 2     |
| 51.º | Delantero      | Rafael Agámez        | Pérez Zeledón                                                                 | 2     |
| 51.º | Centrocampista | Ryan Bolaños         | C. S. Cartaginés                                                              | 2     |
| 72.º | Centrocampista | Aarón Murillo        | Guadalupe F. C.                                                               | 1     |
| 72.º | Defensa        | Alexis Gamboa        | L. D. Alajuelense                                                             | 1     |
| 72.º | Defensa        | Alvin Bennett        | Santos de Guápiles                                                            | 1     |
| 72.º | Delantero      | Ariel Rodríguez      | Deportivo Saprissa                                                            | 1     |
| 72.º | Centrocampista | Barlon Sequeira      | L. D. Alajuelense                                                             | 1     |
| 72.º | Delantero      | Berny Burke          | C. S. Herediano                                                               | 1     |
| 72.º | Delantero      | Byron Bonilla        | C. S. Cartaginés                                                              | 1     |
| 72.º | Defensa        | Carlos Martínez      | Archivo:Escudo San Carlos 2018.svg A. D. San Carlos                           | 1     |
| 72.º | Centrocampista | Celso Borges         | L. D. Alajuelense                                                             | 1     |
| 72.º | Centrocampista | Christian Martínez   | Archivo:Escudo San Carlos 2018.svg A. D. San Carlos                           | 1     |
| 72.º | Defensa        | Cristian Reyes       | Archivo:Escudo de la Asociación Deportiva Guanacasteca.svg A. D. Guanacasteca | 1     |
| 72.º | Defensa        | Daniel Chacón        | C. S. Cartaginés                                                              | 1     |
| 72.º | Centrocampista | Denilson Mason       | Santos de Guápiles                                                            | 1     |
| 72.º | Centrocampista | Denilson Mora        | Santos de Guápiles                                                            | 1     |
| 72.º | Defensa        | Diego González       | C. S. Herediano                                                               | 1     |
| 72.º | Centrocampista | Doryan Rodríguez     | L. D. Alajuelense                                                             | 1     |
| 72.º | Centrocampista | Eduardo Juárez       | Guadalupe F. C.                                                               | 1     |
| 72.º | Centrocampista | Elmer Güity          | C. S. Cartaginés                                                              | 1     |
| 72.º | Centrocampista | Esteban Cano         | Archivo:Escudo de Jicaral Sercoba.svg A. D. R. Jicaral                        | 1     |
| 72.º | Delantero      | Esteban Ramírez      | Sporting F. C.                                                                | 1     |
| 72.º | Defensa        | Fabián Arroyo        | Archivo:Escudo San Carlos 2018.svg A. D. San Carlos                           | 1     |
| 72.º | Centrocampista | Fabricio Ramírez     | Archivo:Escudo San Carlos 2018.svg A. D. San Carlos                           | 1     |
| 72.º | Defensa        | Fernán Faerron       | L. D. Alajuelense                                                             | 1     |
| 72.º | Defensa        | Giancarlo González   | L. D. Alajuelense                                                             | 1     |
| 72.º | Delantero      | Giovanni Clunie      | Archivo:Escudo de Jicaral Sercoba.svg A. D. R. Jicaral                        | 1     |
| 72.º | Centrocampista | Greivin Méndez       | Pérez Zeledón                                                                 | 1     |
| 72.º | Delantero      | Habraham González    | Archivo:Escudo de Jicaral Sercoba.svg A. D. R. Jicaral                        | 1     |
| 72.º | Defensa        | Heyreel Saravia      | C. S. Cartaginés                                                              | 1     |
| 72.º | Centrocampista | Ian Lawrence         | L. D. Alajuelense                                                             | 1     |
| 72.º | Centrocampista | Jaikel Medina        | Sporting F. C.                                                                | 1     |
| 72.º | Delantero      | Jairo Arrieta        | Archivo:Escudo de Jicaral Sercoba.svg A. D. R. Jicaral                        | 1     |
| 72.º | Centrocampista | Jeffrey Valverde     | Archivo:Escudo San Carlos 2018.svg A. D. San Carlos                           | 1     |
| 72.º | Delantero      | Jewison Bennette     | C. S. Herediano                                                               | 1     |
| 72.º | Defensa        | Jhamir Ordain        | Pérez Zeledón                                                                 | 1     |
| 72.º | Centrocampista | Johan Condega        | Archivo:Escudo de la Asociación Deportiva Guanacasteca.svg A. D. Guanacasteca | 1     |
| 72.º | Delantero      | John Jairo Ruíz      | C. S. Herediano                                                               | 1     |
| 72.º | Defensa        | Jorkaeff Azofeifa    | Guadalupe F. C.                                                               | 1     |
| 72.º | Centrocampista | José Gabriel Vargas  | C. S. Cartaginés                                                              | 1     |
| 72.º | Centrocampista | José Miguel Cubero   | L. D. Alajuelense                                                             | 1     |
| 72.º | Centrocampista | José Mora            | Guadalupe F. C.                                                               | 1     |
| 72.º | Defensa        | José Sosa            | Archivo:Escudo San Carlos 2018.svg A. D. San Carlos                           | 1     |
| 72.º | Delantero      | Jossimar Alcocer     | L. D. Alajuelense                                                             | 1     |
| 72.º | Delantero      | Jostin Daly          | C. S. Herediano                                                               | 1     |
| 72.º | Delantero      | Kennedy Rocha        | C. S. Herediano                                                               | 1     |
| 72.º | Defensa        | Kenner Gutiérrez     | Archivo:Escudo del Municipal Grecia.svg Municipal Grecia                      | 1     |
| 72.º | Defensa        | Keyner Brown         | C. S. Herediano                                                               | 1     |
| 72.º | Delantero      | Leonel Peralta       | Archivo:Escudo de Jicaral Sercoba.svg A. D. R. Jicaral                        | 1     |
| 72.º | Defensa        | Luis Flores          | Sporting F. C.                                                                | 1     |
| 72.º | Defensa        | Luis José Hernández  | Deportivo Saprissa                                                            | 1     |
| 72.º | Centrocampista | Marvin Esquivel      | Archivo:Escudo de Jicaral Sercoba.svg A. D. R. Jicaral                        | 1     |
| 72.º | Delantero      | Mateo Hernández      | Guadalupe F. C.                                                               | 1     |
| 72.º | Defensa        | Mauricio Montero     | C. S. Cartaginés                                                              | 1     |
| 72.º | Centrocampista | Néstor Monge         | Pérez Zeledón                                                                 | 1     |
| 72.º | Centrocampista | Osvaldo Barrantes    | Archivo:Escudo del Municipal Grecia.svg Municipal Grecia                      | 1     |
| 72.º | Centrocampista | Paulo Méndez         | Archivo:Escudo del Municipal Grecia.svg Municipal Grecia                      | 1     |
| 72.º | Delantero      | Rachid Chirino       | Archivo:Escudo San Carlos 2018.svg A. D. San Carlos                           | 1     |
| 72.º | Defensa        | René Miranda         | Guadalupe F. C.                                                               | 1     |
| 72.º | Defensa        | Ricardo Blanco       | Deportivo Saprissa                                                            | 1     |
| 72.º | Centrocampista | Rigoberto Jiménez    | Sporting F. C.                                                                | 1     |
| 72.º | Centrocampista | Roberto Córdoba      | Archivo:Escudo San Carlos 2018.svg A. D. San Carlos                           | 1     |
| 72.º | Defensa        | Roy Miller           | Sporting F. C.                                                                | 1     |
| 72.º | Defensa        | Roy Smith            | Santos de Guápiles                                                            | 1     |
| 72.º | Delantero      | Starling Matarrita   | Pérez Zeledón                                                                 | 1     |
| 72.º | Defensa        | Víctor Murillo       | C. S. Cartaginés                                                              | 1     |
| 72.º | Defensa        | William Fernández    | Archivo:Escudo de Jicaral Sercoba.svg A. D. R. Jicaral                        | 1     |
| 72.º | Centrocampista | Wílmer Azofeifa      | Archivo:Escudo San Carlos 2018.svg A. D. San Carlos                           | 1     |
| 72.º | Centrocampista | Yeison Molina        | Archivo:Escudo de la Asociación Deportiva Guanacasteca.svg A. D. Guanacasteca | 1     |
| 72.º | Defensa        | Youstin Salas        | Archivo:Escudo del Municipal Grecia.svg Municipal Grecia                      | 1     |
| 72.º | Defensa        | Yurguin Román        | L. D. Alajuelense                                                             | 1     |

### Tripletes o más
| Fecha           | Jugador        | Goles       | Local            |                                       | Resultado |                                       | Visitante        | Jornada |
| --------------- | -------------- | ----------- | ---------------- | ------------------------------------- | --------- | ------------------------------------- | ---------------- | ------- |
| 1 de septiembre | Hernán Fener   | 10' 33' 52' | Jicaral Sercoba  | Archivo:Escudo de Jicaral Sercoba.svg | 1 - 3     |                                       | Sporting F. C.   | 4       |
| 17 de octubre   | Jorman Aguilar | 47' 53' 87' | Jicaral Sercoba  | Archivo:Escudo de Jicaral Sercoba.svg | 0 - 4     | Archivo:Escudo San Carlos 2018.svg    | A. D. San Carlos | 16      |
| 28 de noviembre | Allen Guevara  | 32' 54' 62' | C. S. Cartaginés |                                       | 4 - 0     | Archivo:Escudo de Jicaral Sercoba.svg | Jicaral Sercoba  | 22      |

### Autogoles
| Fecha            | Jugador            | Minuto | Local              |                                                            | Resultado |                                       | Visitante        | Jornada |
| ---------------- | ------------------ | ------ | ------------------ | ---------------------------------------------------------- | --------- | ------------------------------------- | ---------------- | ------- |
| 24 de agosto     | Luis Carlos Fallas | 17'    | Deportivo Saprissa |                                                            | 4 – 0     | Archivo:Escudo de Jicaral Sercoba.svg | Jicaral Sercoba  | 7       |
| 15 de septiembre | Juan Luis Pérez    | 90'    | Municipal Grecia   | Archivo:Escudo del Municipal Grecia.svg                    | 3 – 2     | Archivo:Escudo San Carlos 2018.svg    | A. D. San Carlos | 11      |
| 17 de septiembre | Daniel Arreola     | 67'    | Alajuelense        | Archivo:Escudo de la Liga Deportiva Alajuelense.svg        | 2 – 2     | Archivo:Escudo San Carlos 2018.svg    | A. D. San Carlos | 12      |
| 24 de octubre    | Jason Prendas      | 38'    | Santos de Guápiles |                                                            | 2 – 3     | Archivo:Escudo de Jicaral Sercoba.svg | Jicaral Sercoba  | 17      |
| 19 de noviembre  | Ryan Bolaños       | 64'    | Pérez Zeledón      |                                                            | 3 – 0     |                                       | Cartaginés       | 20      |
| 20 de noviembre  | José Luis Quirós   | 6'     | Saprissa           |                                                            | 5 – 1     |                                       | Sporting F. C.   | 20      |
| 28 de noviembre  | Kevin Espinoza     | 19'    | A. D. Guanacasteca | Archivo:Escudo de la Asociación Deportiva Guanacasteca.svg | 1 – 0     |                                       | Saprissa         | 22      |